# Муракумо (эсминец, 1928)
«Муракумо» (叢雲, «Гряда облаков») — пятый из двадцати четырёх эсминцев класса «Фубуки», построенных для Японского Императорского флота после Первой Мировой войны. Когда эти корабли были введены в строй, они были самыми мощными эсминцами в мире. Они служили в качестве эсминцев первой линии в течение 1930-х годов и оставались грозными системами вооружения вплоть до войны на Тихом океане.

## История
Строительство передовых эсминцев класса «Фубуки» было разрешено в рамках программы расширения Японского Императорского флота с 1923 года, призванной дать Японии качественное преимущество перед самыми современными кораблями в мире. Класс «Фубуки» имел характеристики, которые были квантовым скачком по сравнению с предыдущими проектами эсминцев, настолько, что они были обозначены эсминцами специального типа (特型, Токугата). Большие размеры, мощные двигатели, высокая скорость, большой радиус действия и беспрецедентное вооружение придавали этим эсминцам огневую мощь, аналогичную многим легким крейсерам других флотов. «Муракумо» на верфи Фудзинагата в Осаке 25 апреля 1927 года, спущен на воду 27 сентября 1928 года и введен в строй 10 мая 1929 года. Первоначально ему было присвоено обозначение корпуса «Эсминец № 39», он был достроен как «Муракумо».

## История эксплуатации
После завершения строительства «Муракумо» был назначен в 12-й дивизион эсминцев 2-го флота. Во время Второй китайско-японской войны «Муракумо» был назначен патрулировать побережье Центрального Китая, а в 1940 году участвовал во вторжении во французский Индокитай.

### Вторая Мировая война
Во время нападения на Перл-Харбор «Муракумо» был приписан к 12-му дивизиону эсминцев 3-й эскадры 1-го флота и переброшен из военно-морского округа Куре в порт Самах на острове Хайнань. С 4 по 12 декабря прикрывал высадку японцев в Кота-Бару в Малайе. С 16 декабря «Муракумо» был назначен для прикрытия японских десантов во время операции «Б» на британском Борнео. Во время этой операции «Муракумо» атаковал голландскую подводную лодку HNLMS K XVI глубинными бомбами после того, как подводная лодка торпедировала эсминец «Сагири». Хотя «Муракумо» взял на себя ответственность за потопление K XVI, победа позже была присуждена подводной лодке I-66.
В феврале 1942 года «Муракумо» был частью эскорта тяжелого крейсера «Чокай» во время операции «Л» — вторжения на острова Банк-Палембанг и Анамбас. «Муракумо» присоединился к силам вторжения на Западную Яву и 1 марта участвовал в битве у Зондского пролива, помог потопить австралийский крейсер HMAS Perth, американский крейсер USS Houston (CA-30) и голландский эсминец HNLMS Evertsen. 10 марта «Муракумо» был переведен в 20-й дивизион эсминцев,1-й флот IJN, а затем участвовал в операции T (вторжение на северную Суматру) 12 марта и операции D (вторжение на Андаманские острова) 23 марта. С 13 по 22 апреля «Муракумо» возвращался через Сингапур и залив Камрань в военно-морской арсенал Куре для технического обслуживания.
4-5 июня 1942 года «Муракумо» участвовал в битве при Мидуэе в составе главного флота адмирала Исороку Ямамото.
В июле 1942 года «Муракумо» отправился из Амами-Осимы в район охраны Мако, Сингапур, Сабанг и Мергуи для запланированного второго рейда в Индийский океан. Операция была отменена из-за кампании на Гуадалканале, и вместо неё «Муракумо» был отправлен на Трук. С августа «Муракумо» использовался для высокоскоростных перевозок «Токийский экспресс» на Соломоновых островах. Во время одной из этих миссий, 4-5 сентября, «Муракумо» участвовал в потоплении быстроходных транспортов USS «Gregory» и USS «Little».
В другой миссии, 11-12 октября 1942 года, когда «Муракумо» пытался помочь крейсеру «Фурутака» после битвы при мысе Эсперанс, он был атакован авиацией союзников. Три близких разрыва, попадание торпеды, а затем попадание бомбы оставили корабль неуправляемым и горящим, с 22 погибшими членами экипажа. Эсминец «Сираюки» спас выживших, в том числе шкипера с «Муракумо», лейтенанта-коммандера Хигаси, затем затопил «Муракумо» торпедой в 90 морских милях (170 км) к западу-северо-западу от острова Саво.
15 ноября 1942 года «Муракумо» был исключен из списков флота